# Antoni Wiszenko
Antoni Wiszenko (zm. 27 stycznia 1962) – polski duchowny prawosławny, protojerej.

## Życiorys
W latach 1919–1925 pracował w parafii Zaśnięcia Najświętszej Maryi Panny w Kleszczelach. W 1925 przyjął święcenia diakońskie. Od 1939 pracował w cerkwi św. Symeona Słupnika w Brańsku pełniąc obowiązki jej duszpasterza. Od 15 stycznia 1946 do 26 kwietnia 1950 był proboszczem parafii Opieki Matki Bożej w Dubiczach Cerkiewnych. W 1946 był inicjatorem budowy tamtejszej cerkwi. Budowa miała miejsce w latach 1947–1948. Wiosną 1948 zakończono budowę, ustawiono prowizoryczny ikonostas i rozpoczęto odprawianie nabożeństw. Od 26 kwietnia 1950 protojerej. Od 26 kwietnia 1950 do 17 sierpnia 1954 proboszcz parafii św. Michała Archanioła w Orli. Przyczynił się do odbudowy zabytkowej cerkwi zniszczonej w czasie działań wojennych. W okresie od 17 sierpnia 1954 do 5 czerwca 1961 proboszcz parafii Opieki Matki Bożej w Puchłach. Jest pochowany na cmentarzu parafialnym w Bielsku Podlaskim.